# Стрільчатка псі
Стрільчатка псі (Acronicta psi) — метелик з родини совок (Noctuidae). 

## Поширення
Зустрічається від Європи і Північної Африки до Північного Ірану, Середньої Азії, півдня та центру Сибіру та Монголії.

## Опис
Невеликий метелик, розмах крил 35-45 мм. Передні крила білувато-сірі, з буруватим відтінком і чорними стріловидними штрихами біля основи і на зовнішньому полі крила. Задні крила бурувато-сірі, на краях темні; зазвичай світліші в самців. Цей вид дуже схожий на стрільчатку тризубець (Acronicta tridens), розрізнити їх можна в більшості випадків лише за допомогою аналізу геніталій. Однак, зазвичай, стрільчатка псі темніша, задні крила ніколи не бувають білими, що часто властиво самцям Acronicta tridens. Гусениці обох видів сильно різняться. Літ метеликів відбувається у травні — червні. Вид нічний, часто летить на світло, інколи на цукор.

### Гусениця

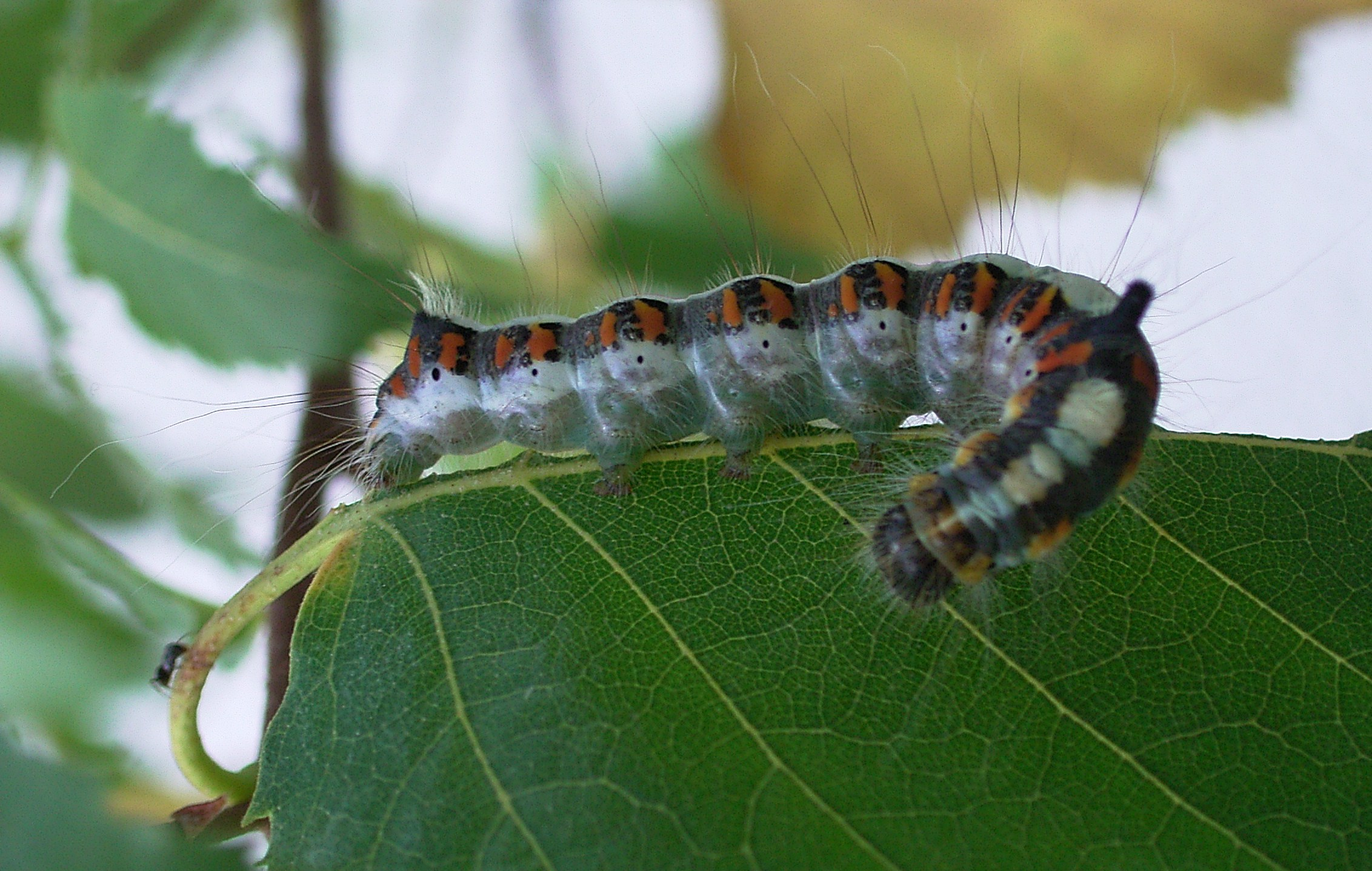
Гусениця стрільчатки псі

Гусениця білувата знизу та чорна згори з сіруватими волосками. Має червоні плями по боках та жовту смугу вздовж спинки і дві бокових смужки. На першому черевному сегменті зверху є високий чорний виступ (якого ніколи немає у стрільчатки тризубець), а на дев'ятому — трохи менший. Довжина дорослої гусениці сягає 40 мм. Гусениці з'являються у другій половині літа в плодових розсадниках і молодих садах, іноді сильно пошкоджуючи листя. Пошкоджує майже всі плодові культури, в Україні поширений в усіх зонах.